# Jedlicze

Jedlicze város címere

Jedlicze város Lengyelországban, a Krosnói járásban, a Kárpátaljai vajdaságban.

## Történelem
Jedliczét először 1409-ben említik. Az első elnevezése a szláv Jelda, ami fenyőt jelent. A 16. század közepén a Mleczko és Baczalski nemesi családok birtokába tartozott. 1657-ben a falut erdélyi katonák feldúlták. 1768-ban Stanislaw király uralkodása alatt kapott csak városi rangot. 1770-ben orosz-lengyel csata zajlott a város határán. 1884-ben az osztrákok megfosztották a vasúti kapcsolatoktól. A település 1920-ig magántulajdonban maradt, utolsó birtoklója Walerian Stawiarski volt. A második világháború alatt a helyi zsidóságot megtizedelte a Holokauszt. 1925-ben templomot építettek itt. A közelben épült egy kastély is, a 18. században.

## Lakosság
2009-ben a lakossága 5645 fő volt.

## Politika
A város polgármestere Zbigniew Sanocki.